# سولزیباش
سولزیباش (انگلیسی: Sulzibash) یک شهرک در شهرستان بورایفسکی باشقیرستان کشور روسیه است.